# Hülbe bei Sulz
Hülbe bei Sulz ist ein mit Verordnung des Regierungspräsidiums Karlsruhe vom 19. Januar 1984 ausgewiesenes Naturschutzgebiet mit der Nummer 2.070. 

## Lage
Das Naturschutzgebiet befindet sich im Naturraum Obere Gäue und liegt 2 km südwestlich der Teilgemeinde Sulz am Eck der Stadt Wildberg.

## Schutzzweck
Laut Verordnung ist der Schutzzweck:
- die Erhaltung und Entwicklung der Hülbe und der westlich von ihr liegenden Teiche als Feuchtgebiet und Lebensraum einer artenreichen Tier- und Pflanzenwelt, vor allem als bedeutendes Laichgebiet geschützter, hochgradig gefährdeter Amphibienarten;
- die Erhaltung des artenreichen und standortgemäßen Laubmischwaldes als Lebens- und Nahrungsraum sowie Überwinterungsgebiet (Reservat) einer artenreichen Tierwelt, vor allem der aus dem Feuchtgebiet übergewechselten Amphibienarten, sowie als Wuchsort besonders geschützter Pflanzenarten in der Krautschicht.

## Flora und Fauna
Im Gebiet kommt der streng geschützte Kammmolch vor. Erwähnenswert ist auch die Existenz der seltenen Wasserwanzenart Callicorixa praeusta, von der es nur wenige Fundpunkte in Baden-Württemberg gibt. In der sehr artenreichen Krautschicht fällt als besonders geschützte Art der Türkenbund auf.